# 2011年1月香港

## 1月2日
- 前任立法會議員及支聯會主席司徒華因肺癌在沙田威爾斯親王醫院病逝，終年79歲。[1][2][3]
  - 主診醫生莫樹錦指，司徒華於2010年初確診患上肺癌並展開治療，但去年9月染上肺炎使病情惡化，10月時再作化療但效果有限，其後司徒華提出暫停接受治療，臨終前家屬均陪伴在則，表現安詳。
  - 司徒華治喪委員會召集人朱耀明指，按司徒華遺願，希望在禮拜堂舉行喪禮，並將遺體火化，骨灰分別撒在大海及哥連臣角花園。而委員會亦會安排追思會，讓市民表達對司徒華的懷念，安息禮拜將於在尖沙咀聖安德烈堂舉行，追思會則在金馬倫道尖沙嘴浸信會進行。
  - 行政長官曾蔭權對司徒華辭世深表難過，對他的家人致以深切慰問。他表示司徒華在養病期間，仍不忘香港的民主發展並支持2012政改方案，力爭黨友及市民認同。政改方案通過，香港民主邁出重要一步，司徒華功不可沒。[4]

## 1月4日
- 政府決定不徵用郊野公園5公頃土地擴建將軍澳堆填區，但會從回收、減廢及引入現代化垃圾處理設施以解決問題，包括研究都市固體廢物徵費，以及加快推行第二期膠袋徵費。 [5]
- 港鐵沙中線工程預計在2012年展開，屆時旺角東站以南將興建新路軌，向地底伸延至紅磡站，再前往港島。港鐵表示，施工期間灣仔部分道路需要封路，港鐵會興建臨時道路配合。[6]
- 司徒華治喪委員會到尖沙咀聖安德烈堂及浸信會視察。委員會表示，由於舉行安息禮拜的聖安德烈堂場地有限，當日彌敦道或須封路。司徒華的公眾追思會，將於2月27日在維園舉行。
- 行政長官曾蔭權到屯門醫院探望菲律賓人質事件中頭部重傷的梁頌學，並為他舉行生日會。梁頌學的康復進度理想，並首度開腔答謝社會各界對他的關心。
- 省港盃第二回合賽事在香港大球場舉行，香港隊賽和1:1與廣東隊，兩回合計負2:4。

## 1月7日
- 香港考試及評核局首次設立展覽「考評局資訊日」介紹該局不同服務，公開考試發展歷史和評審程序，包括電腦改卷方式，並加強學生對2012年首屆香港中學文憑的認識。展覽一連3日於香港中央圖書館舉行。[7]

## 1月14日
- 香港立法會財務委員會會議以14票贊成、40票反對否決政府對申辦2023年亞運會的撥款申請。民政事務局局長曾德成表示政府仍會堅持推動體育的長遠發展，會繼續投放資源支持運動員，使運動在社區得到普及，舉辦體育賽事及提升現有的體育設施。[8]

＊被告陳學殷即時入獄15個月

## 1月24日
- 勞工顧問委員會就農曆新年和中秋節假期的補假安排達成共識。將來若果假期與星期日重疊，會在下一個工作日補假，建議最快可在2013年落實。 明報即時新聞
- 三間發鈔銀行開始為市民兌換新鈔。在匯豐銀行旺角分行門外，在營業前已有約20人排隊，職員提早十五分鐘讓市民入內，又派表格讓市民先填寫擬兌換的金額以減少輪候時間。 明報即時新聞

## 1月26日
- 行政長官曾蔭權主持添馬艦新政府總部工程平頂儀式，他表示新政府總部將行政及立法機關毗鄰而設，反映雙方之間密切的工作關係。而新大樓設計引入「門常開」概念，提醒政府秉持開放、開明態度，廣納民意。
- 赤鱲角機場將於第三季展開中場發展工程，在兩條跑道中間增建五層高客運廊，樓面面積七萬多平方米。新客運廊將設20個停機位，並伸延無人駕駛列車系統接駁。工程耗資70億元，預計2015年年底完成。
- 香港青年協會調查發現，逾三成受訪中學生沉溺上網，並花費大量時間和金錢。如被禁止上網則感到煩躁不安，影響正常生活。專家指，家長若發現子女有上癮行為，應立即尋求專業協助。
- 立法會一委員會討論洪水橋新發展區檢討研究，發展局建議將工程計劃提升為甲級，並申請撥款逾7千萬元作顧問研究，預計2014年完成。有議員關注計劃是否牽涉收地，當局稱將作詳細研究，冀與居民的磨擦減至最低。
- 司徒華追思會及安息禮拜將於28日及29日舉行，儀式將作全球網上直播。靈柩於安息禮拜後，將由靈車途經觀塘區前往歌連臣角火葬場火化。行政長官曾蔭權原則上會出席星期六的公祭環節，亦會派官員出席安息禮拜。
- 何鴻燊家族就澳娛股權分配出現爭議。二房和三房的公司發表聲明，指已何鴻燊授權，將所持有的股份轉讓給他們。但何鴻燊的代表律師否認，強調股份轉讓並未獲得何鴻燊確認。

## 1月31日
- 天文台公佈本月是自1977年以來最寒冷的1月，平均氣溫為13.7度，較正常低2.4度，雨量亦只得5.4毫米，只及正常值的22%左右[9]。